# Línea C2 (EMT Málaga)
La línea C2 de la EMT de Málaga es una línea creada hace 20 años.En este tiempo ha evolucionado bastante, convirtiéndose en una de las líneas importantes de la EMT. Traza un recorrido circular alrededor del centro de Málaga, bajando por el límite oeste del Distrito Centro y subiendo por los barrios de Cristo de la Epidemia y Victoria.

## Historia
Es en 2004 cuando esta línea es formada, junto a su "hermana" Circular 1, que realiza prácticamente el mismo recorrido en sentido contrario. Por ello, las líneas 5, 9 y 13 desaparecen, ya que éstas pasan a dar servicio en sus barrios.
Dada su corta edad el recorrido es prácticamente el mismo que en su inauguración, con una salvedad: Correspondiendo a la línea 13, la línea al salir del Paseo del Parque encaraba el Paseo de la Farola para realizar paradas en allí y en el Paseo Marítimo de Melilla, en la cabecera del 14 y de la antigua 13 para incorporarse a la Plaza General Torrijos por la Avenida Cánovas del Castillo. La línea se desvió al recorrido actual a finales de 2009, por la falta de público en ese tramo en otras épocas que no fueran el verano.

## Características
Dado su carácter de circular, la línea se cruza con la gran mayoría de líneas de la EMT. Durante el recorrido por calle Salitre coincide con 1, 3, 9, 10, 16, 19, 24 y 27. Al cruzar calle Hilera se cruza con la línea 31, al hacerlo con Martínez Maldonado con 8, 21, 23 y 38, en el barrio de Bailén-Miraflores con 6, 7, 15 y 17, y finalmente en el trayecto por Segalerva, Capuchinos y Victoria con 1, 26, 30.36 y 37.

## Cambios de recorrido con el tiempo
La línea sufrió un cambio de recorrido a causa de las obras de calle Salitre, que empezó en 2007 y finalizó en 2009. En aquellos momentos, la línea no encaraba la Explanada de la Estación, sino que seguía por Callejones del Perchel, donde paraba, y a través de la cual llegaba a la Avenida de Andalucía.

## Recorrido
El recorrido de la línea comienza en la Alameda Principal, en el lateral sur, muy cerca del Puente de Tetuán. Ésta atraviesa la Alameda, el Parque, el Túnel de la Alcazabilla, calle Victoria y el Compás de la Victoria, donde gira a la izquierda y luego a la derecha para continuar por Fernando el Católico. Un giro a la izquierda por Gordón y luego otro a la derecha le lleva a Cristo de la Epidemia, la cual atraviesa hasta llegar a la Plaza de Olletas, de la que sale por la Alameda de Capuchinos. Al final de esta calle, en la Alameda de Barceló, finaliza el recorrido común con la 1.
Continúa recto por calle Peinado, hasta el final, donde realiza un obligatorio giro a la derecha para seguir por Actriz Rosario Pino, y luego un giro a la izquierda por Fray Domingo Pimentel. Cruza el río por el puente de la Avenida Luis Buñuel, pasando por delante del Estadio de fútbol La Rosaleda. Acto seguido gira a la izquierda para continuar por la Avenida Gregorio Marañón, al final giro a la derecha por Avenida Arroyo de los Ángeles y nuevo giro a la izquierda para pasar por delante del Hospital Civil. Un giro a la izquierda para seguir por calle Velarde y un poco más adelante, en el camino de Suárez pasado Blas de lezo, se encuentra la cabecera. Recordemos que no existe obligación de bajarse, únicamente es un descanso. Una vez finalizado, sigue por esta calle hasta la altura de calle Albacete, hacia la que gira. Continúa por esta calle hasta el final y gira a la izquierda para continuar por José Iturbi, cabecera de la antigua línea 9 . Al final hay un giro a la derecha para bajar por Sondalezas, un giro a la izquierda por Doctor Lazárraga y finalmente un nuevo giro a la derecha para seguir por Doctor Escassi. Desde aquí atraviesa Ingeniero de la Torre Acosta, el Puente de las Américas, Avenida de las Américas, Plaza de la Solidaridad y Explanada de la Estación cabecera de la antigua línea 5 . A la altura de calle Ayala gira a la izquierda para continuar por calle Salitre, al final de la cual gira a la izquierda pegado al río para alcanzar la parte trasera del antiguo edificio de Correos. Giro a la derecha para encarar la Avenida de Andalucía y la Alameda Principal, al principio de la cual se encuentra la cabecera.
| Parada                                           | Código de Parada | Conexión EMT                           | Conexión otras redes          |
| ------------------------------------------------ | ---------------- | -------------------------------------- | ----------------------------- |
| Alameda Principal Sur                            | 118              | CABECERA C2, 64                        |                               |
| Alameda Principal Sur                            | 1253             | 1, 37, C2                              |                               |
| Paseo del Parque - Marina                        | 116              | 1,37,C2                                |                               |
| Paseo del Parque - Ayuntamiento                  | 117              | 1,37, C2                               |                               |
| Paseo del Parque - Torrijos                      | 1201             | 1,14, 37, C2, N2                       |                               |
| Victoria                                         | 103              | 1,36, 37, C2, N2                       |                               |
| Compás de la Victoria                            | 104              | 1,37,C2, N2                            |                               |
| Fernando el Católico                             | 105              | 1,37,C2, N2                            |                               |
| Cristo de la Epidemia                            | 106              | 1,C2, N2                               |                               |
| Plaza de Olletas                                 | 107              | 1,C2, N2                               |                               |
| Alameda de Barceló - San Miguel                  | 109              | 1,C2, N2                               |                               |
| Alameda de Barceló - Montserrat                  | 110              | 1,C2, N2                               |                               |
| Peinado                                          | 1305             | C2                                     |                               |
| Fray Domingo Pimentel                            | 2671             | 26, 30, C2                             |                               |
| Avenida Gregorio Marañón - Conde de Ferreira     | 1506             | 15, 17,C2                              |                               |
| Avenida Gregorio Marañón                         | 1507             | 15, 17,C2                              |                               |
| Avenida Arroyo de los Ángeles - Guardia Civil    | 556              | 7, 15, 17,C2                           |                               |
| Velarde                                          | 963              | C2                                     |                               |
| Camino de Suárez - Blas de Lezo                  | 605              | 6, CABECERA C2                         |                               |
| Camino de Suárez - Alonso Hernández              | 606              | 6, C2                                  |                               |
| Camino de Suárez - Venegas                       | 607              | 6, C2                                  |                               |
| Albacete - Rotonda Suárez                        | 964              | C2                                     |                               |
| José Iturbi - Ciudad Nueva Málaga                | 951              | C2                                     |                               |
| Sondalezas - Maestro Pablo Luna                  | 952              | C2                                     |                               |
| Sondalezas                                       | 953              | C2                                     |                               |
| Doctor Escassi - Dr Lazárraga                    | 965              | C2                                     |                               |
| Doctor Escassi - Las Chapas                      | 966              | C2                                     |                               |
| Ingeniero de la Torre Acosta                     | 967              | C2                                     |                               |
| Avenida de las Américas - Puente de las Américas | 1805             | C2                                     |                               |
| Avenida de las Américas - Centro Comercial       | 1862             | C2                                     |                               |
| Explanada de la Estación                         | 501              | 24, C2                                 |                               |
| Salitre - Jacinto Verdaguer                      | 368              | 1, 3, 9, 10, 16, C2, N1                |                               |
| Salitre - Pasillo del Matadero                   | 364              | 1, 3, 9, 10, 16, C2, N1                |                               |
| Avda. de la Aurora - Correos                     | 253              | 1, 2, 3, 9, 10, 16, 26, 30, 61, C2, N1 | Estación de tren de cercanías |
| Alameda Principal Sur                            | 118              | CABECERA C2, 64                        |                               |